# Schlossanlage Monrepos und Seeschlossallee mit Umgebung
Das Landschaftsschutzgebiet Schlossanlage Monrepos und Seeschlossallee mit Umgebung ist ein mit Verordnung der Unteren Naturschutzbehörde beim Landratsamt Ludwigsburg vom 17. September 2001 ausgewiesenes Landschaftsschutzgebiet (LSG-Nummer 1.18.082).

## Lage und Beschreibung
Das 192 Hektar große Gebiet liegt nordöstlich der Stadt Asperg, nördlich der Stadt Ludwigsburg und südwestlich der Stadt Freiberg am Neckar und dient als Erholungsgebiet für die Stadtbevölkerung. Das Schutzgebiet gehört naturräumlich zum Neckarbecken.
Laut Schutzgebietssteckbrief dient das Gebiet als Naherholungsgebiet für die umliegenden Städte; die Wiederherstellung des englischen Landschaftsgartens mit Seeanlage wird angestrebt.

## Schutzzweck
Wesentlicher Schutzzweck ist es gemäß Schutzgebietsverordnung, die noch unbebaute Umgebung um Schloss Monrepos vor einer weiteren Bebauung zu schützen, damit zwischen den im Umfeld stark angewachsenen Siedlungen ein Freiraum gesichert wird, der zum einen die landwirtschaftlichen Böden schützt und zum anderen ein wertvolles Naherholungsgebiet für die umliegenden Städte darstellt. Der Wald soll vor weiteren störenden und beeinträchtigenden Veränderungen bewahrt werden.